# Dialektikê. Cahiers de typologie analytique (revista)
A revista Dialektikê. Cahiers de typologie analytique foi uma revista científica de arqueologia pré-histórica publicada de 1973 a 1987. Editada pelo Centre de palethnographie stratigraphique d'Arudy e dirigida por Georges Laplace, foi precedida pela publicação, em 1972, do fascículo único do periódico intitulado Cahiers de typologie analytique (ISSN 1147-114X).
Procedentes dos "Seminários internacionais de tipologia" realizados todos os anosem Arudy, os artigos versaram principalmente sobre arqueologia pré-histórica, seus métodos (em particular o uso de métodos estatísticos) e sua teoria, com particularatenção à análise tipológica das indústrias lítica. Outros artigos trataram de tópicos relacionados à geologia, climatologia, ciência da computação, linguística (linguistica semântica ou histórica).
A revista, publicada em pequena tiragem, foi digitalizada em 2019 e agora está disponível on-line nas plataformas Zenodo e Archive.org.